# Комбинированный стеллаж
Комбинированный стеллаж (паллетно-полочный, стеллаж Cash & Carry) - это сочетание различных типов стеллажей в одной системе, специально разработанное для магазинов самообслуживания (супермаркетов и гипермаркетов формата DIY) для одновременного складирования различных видов товаров на поддонах и полках.
	Эффективность данных систем состоит в том, что магазинам не нужно содержать большой склад, поскольку большинство товарного запаса хранится непосредственно в торговом зале. Стеллажи данного типа предназначены для одновременного размещения основного запаса продукции на поддонах (верхние ярусы) и демонстрации товара покупателям на полках нижних ярусов. Любой ассортимент товаров, от продуктов питания до стройматериалов, может быть представлен на этих стеллажах. Такое решение позволяет оптимально использовать площадь помещения, обеспечивая максимальное удобство как для покупателей, так и для обслуживающего персонала.
	Комбинированные стеллажи сочетают в себе несколько типов стеллажей, например:
- паллетный и торговый полочный консольного типа;
- паллетный и полочный на нижних уровнях складирования;
- паллетный стеллаж с обустройством на нижних ярусах вертикального складирования профилей, рельсов, облицовочных панелей и т.д.

	Комбинированные стеллажи широко используются в складах-магазинах, гипермаркетах, супермаркетах cash & carry для складирования объектов с особыми весо-габаритными характеристиками. Во многом популярность данных стеллажей обусловлена удобством хранения товаров, поскольку выкладку на витрину можно совместить с хранением больших партий этой же продукции в самом зале, но на поддонах. Сочетание стандартных стеллажных систем в одной позволяет повысить эффективность её использования и обеспечить оперативную работу по заполнению запасов. Паллетные яруса обрабатываются погрузчиком или штабелером, полочные - преимущественно вручную.